# 網狀馬祖介
網狀馬祖介（学名：Matsucythere reticulata）为粗面介科馬祖介屬下的一个种。